# 2848 ASP
2848 ASP је астероид чија средња удаљеност од Сунца износи 3,201 астрономских јединица (АЈ).
Апсолутна магнитуда астероида је 11,1.